# Gaweinstal
Gaweinstal est une commune autrichienne du district de Mistelbach en Basse-Autriche.

## Histoire
Des tumulus de l’âge du Bronze moyen (vers 1600 av. J.-Chr.) ont été mis au jour dans les environs.